# إرنست كارتر
إرنست كارتر (بالإنجليزية: Ernest Carter)‏ هو موسيقي أمريكي، (ولد في اسبيري بارك في الولايات المتحدة القرن 20  م).

## وصلات خارجية
- إرنست كارتر على موقع ميوزك برينز (الإنجليزية)
- إرنست كارتر على موقع ديسكوغز (الإنجليزية)